# Seznam oklepnih divizij
Seznam oklepnih divizij.

## Seznam

### Italija
- 101. oklepna divizija »Centauro«
- 102. oklepna divizija »Ariette«
- 103. oklepna divizija »Littorio«
- 104. oklepna divizija »Centauro«
- 105. oklepna divizija »Freccia«
- 106. oklepna divizija »Giovani Fascisti«

### Japonska
- 1. oklepna divizija
- 2. oklepna divizija
- 3. oklepna divizija
- 4. oklepna divizija

### Jugoslavija
- 17. oklepna divizija JLA
- 20. oklepna divizija JLA
- 26. oklepna divizija JLA

### Madžarska
- 1. oklepna divizija
- 2. oklepna divizija
- 1. oklepna poljska divizija

### Nemčija
- 1. tankovska divizija
- 1. SS-tankovska divizija LSSAH

### Romunija
- 1. oklepna divizija Mare

### ZDA
- 1. konjeniška divizija
- 1. oklepna divizija
- 2. oklepna divizija
- 3. oklepna divizija
- 4. oklepna divizija
- 5. oklepna divizija
- 6. oklepna divizija
- 7. oklepna divizija
- 8. oklepna divizija
- 9. oklepna divizija
- 10. oklepna divizija
- 11. oklepna divizija
- 12. oklepna divizija
- 13. oklepna divizija
- 14. oklepna divizija
- 15. oklepna divizija
- 16. oklepna divizija
- 17. oklepna divizija
- 18. oklepna divizija
- 19. oklepna divizija
- 20. oklepna divizija
- 21. oklepna divizija
- 22. oklepna divizija
- 27. oklepna divizija
- 30. oklepna divizija
- 40. oklepna divizija
- 48. oklepna divizija
- 49. oklepna divizija
- 50. oklepna divizija

### ZSSR
- 1. tankovska divizija